# Tam Dương
Tam Dương là một huyện nằm ở trung tâm tỉnh Vĩnh Phúc, Việt Nam.

## Vị trí địa lý
Huyện Tam Dương nằm ở trung tâm của tỉnh Vĩnh Phúc, có vị trí địa lý:
- Phía đông giáp huyện Bình Xuyên
- Phía tây giáp huyện Lập Thạch và huyện Vĩnh Tường
- Phía nam giáp thành phố Vĩnh Yên và huyện Yên Lạc
- Phía bắc giáp huyện Tam Đảo.

Tam Dương là một huyện trung du, địa hình đồi thấp là chủ yếu. Phần phía tây huyện có con sông Phó Đáy, một phụ lưu của sông Lô, chảy qua. Diện tích tự nhiên của Tam Dương là 107,13 km². Dân số huyện Tam Dương theo thống kê năm 2018 là 101.624 người.

## Hành chính
Huyện Tam Dương có 12 đơn vị hành chính cấp xã trực thuộc, bao gồm 2 thị trấn: Hợp Hòa (huyện lỵ), Kim Long và 10 xã: An Hòa, Đạo Tú, Đồng Tĩnh, Duy Phiên, Hoàng Đan, Hoàng Hoa, Hoàng Lâu, Hội Thịnh, Hướng Đạo, Thanh Vân.

## Lịch sử
Sau năm 1975, huyện Tam Dương thuộc tỉnh Vĩnh Phú, gồm 19 xã: An Hòa, Đại Đình, Đạo Tú, Định Trung, Đồng Tĩnh, Duy Phiên, Hồ Sơn, Hoàng Đan, Hoàng Hoa, Hoàng Lâu, Hợp Châu, Hợp Hòa, Hợp Thịnh, Hướng Đạo, Khai Quang, Kim Long, Tam Quan, Thanh Vân và Vân Hội.
Ngày 5 tháng 7 năm 1977, chuyển 2 xã Định Trung và Khai Quang về thị xã Vĩnh Yên quản lý; hợp nhất huyện Tam Dương với huyện Lập Thạch để thành lập huyện Tam Đảo. Năm 1979, huyện Lập Thạch được tái lập, tách ra khỏi huyện Tam Đảo, cùng lúc đó cắt một số xã của huyện Mê Linh sang huyện Tam Đảo quản lý.
Ngày 23 tháng 11 năm 1995, thành lập thị trấn Tam Dương trên cơ sở điều chỉnh một phần diện tích tự nhiên và nhân khẩu của hai xã Hợp Thịnh và Vân Hội.
Ngày 26 tháng 11 năm 1996, tỉnh Vĩnh Phúc được tái lập từ tỉnh Vĩnh Phú, huyện Tam Đảo thuộc tỉnh Vĩnh Phúc.
Ngày 9 tháng 6 năm 1998, huyện Tam Dương được tái lập. Huyện Tam Dương khi đó gồm có thị trấn Tam Dương (huyện lị) và 17 xã: An Hòa, Đại Đình, Đạo Tú, Đồng Tĩnh, Duy Phiên, Hồ Sơn, Hoàng Đan, Hoàng Hoa, Hoàng Lâu, Hợp Châu, Hợp Hòa, Hợp Thịnh, Hướng Đạo, Kim Long, Tam Quan, Thanh Vân, Vân Hội.
Ngày 18 tháng 8 năm 1999, chuyển thị trấn Tam Dương về thị xã Vĩnh Yên quản lý (nay là 2 phường Đồng Tâm và Hội Hợp thuộc thành phố Vĩnh Yên).
Ngày 10 tháng 2 năm 2003, giải thể xã Hợp Hòa để thành lập thị trấn Hợp Hòa.
Ngày 9 tháng 12 năm 2003, tách 4 xã Đại Đình, Tam Quan, Hồ Sơn và Hợp Châu để tái lập huyện Tam Đảo. Huyện Tam Dương còn lại thị trấn Hợp Hòa và 12 xã: An Hòa, Đạo Tú, Đồng Tĩnh, Duy Phiên, Hoàng Đan, Hoàng Hoa, Hoàng Lâu, Hợp Thịnh, Hướng Đạo, Kim Long, Thanh Vân, Vân Hội.
Ngày 10 tháng 4 năm 2023, chuyển xã Kim Long thành thị trấn Kim Long.
Ngày 1 tháng 1 năm 2025, sáp nhập 2 xã Vân Hội và Hợp Thịnh thành xã Hội Thịnh.
Huyện Tam Dương có 2 thị trấn và 10 xã như hiện nay.

## Giao thông
Đường bộ: trên địa bàn huyện có quốc lộ 2B, quốc lộ 2C và đường cao tốc Nội Bài – Lào Cai chạy qua.

## Làng nghề
Là một huyện thuần nông làng nghề chưa phát triển xứng tầm. Các sản phẩm chủ yếu của huyện vẫn là nông sản, hoa quả, dứa, rau màu. Chính vì vậy nên Tam Dương vẫn là một huyện nghèo của vùng trung du đồng bằng sông Hồng. Hi vọng rằng trong thời gian tới huyện sẽ có thêm các làng nghề mới làm một cú hích làm động lực để phát triển kinh tế địa phương với tiềm năng lợi thế là cửa ngõ vùng Tây Bắc.